# San Vicente del Caguán
San Vicente del Caguán ist eine Gemeinde (municipio) im kolumbianischen Departamento Caquetá. San Vicente del Caguán ist die zweitwichtigste Stadt des Departamentos und des gesamten kolumbianischen Amazonasgebietes, sowohl gemessen an Einwohnerzahl als auch an wirtschaftlicher Aktivität.

## Geographie
Durch die Gemeinde San Vicente del Caguán fließen die Flüsse Río Caguán und Río Yarí. San Vicente del Caguán liegt 151 km von Florencia entfernt. Die Gemeinde grenzt im Norden an das Departamento del Meta (La Uribe und La Macarena), im Osten an das Departamento de Guaviare (Calamar) und an Solano, im Süden an Solano und Cartagena del Chairá und im Westen an Puerto Rico und an das Departamento del Huila (Algeciras, Rivera, Neiva, Tello und Baraya).

## Bevölkerung
Die Gemeinde San Vicente del Caguán hat 72.949 Einwohner, von denen 46.853 im städtischen Teil (cabecera municipal) der Gemeinde leben (Stand: 2019).

## Geschichte
San Vicente del Caguán wurde am 27. September 1898 am Río Caguán gegründet und von den an der Gründung beteiligten Kapuzinern dem Patrozinium des heiligen Vinzenz von Paul unterstellt, da dessen Heiligenfest am 27. September gefeiert wird. Eine eigene Verwaltungseinheit (Corregimiento) wurde der Ort 1905. Von der Gründung von Caquetá als Kommissariat (Comisaría) 1905 bis 1932 war San Vicente del Caguán die Hauptstadt von Caquetá. Seit 1950 hat San Vicente del Caguán den Status einer Gemeinde.
Von 1998 bis 2001 war die Stadt Verwaltungszentrum der sogenannten Zona de despeje, der entmilitarisierten Zone, und wurde de facto von der Guerillaorganisation FARC autonom verwaltet.
Nach der Rückeroberung dieser Zone Ende 2001, angeordnet durch die Regierung von Kolumbiens Staatspräsident Andrés Pastrana, war die Region um San Vicente del Caguán ein Unruheherd. Zahlreiche Anschläge durch die FARC sowie durch Paramilitärs prägten den Alltag. Mehrere Tausend Bewohner flohen pro Jahr, vornehmlich in die Hauptstadt des Departamentos, Florencia. Auch die asphaltierte Straßenverbindung von Florencia nach San Vicente del Caguán war Ziel zahlreicher Anschläge, obwohl die kolumbianischen Streitkräfte mit starken Sicherungskräften präsent waren.
Der Friedensprozess zwischen den FARC und der Regierung von Juan Manuel Santos von 2012 bis 2016 wurde von der Bevölkerung mit einer Mischung aus Hoffnung auf eine Zukunft in Frieden und Angst vor einer Wiederholung der Fehler der Friedensverhandlungen zwischen den FARC und der Regierung von Andrés Pastrana verfolgt.

## Wirtschaft
Die wichtigsten Wirtschaftszweige von San Vicente del Caguán sind Rinderproduktion, Holzwirtschaft, Landwirtschaft und Bergbau.